# George Deukmejian

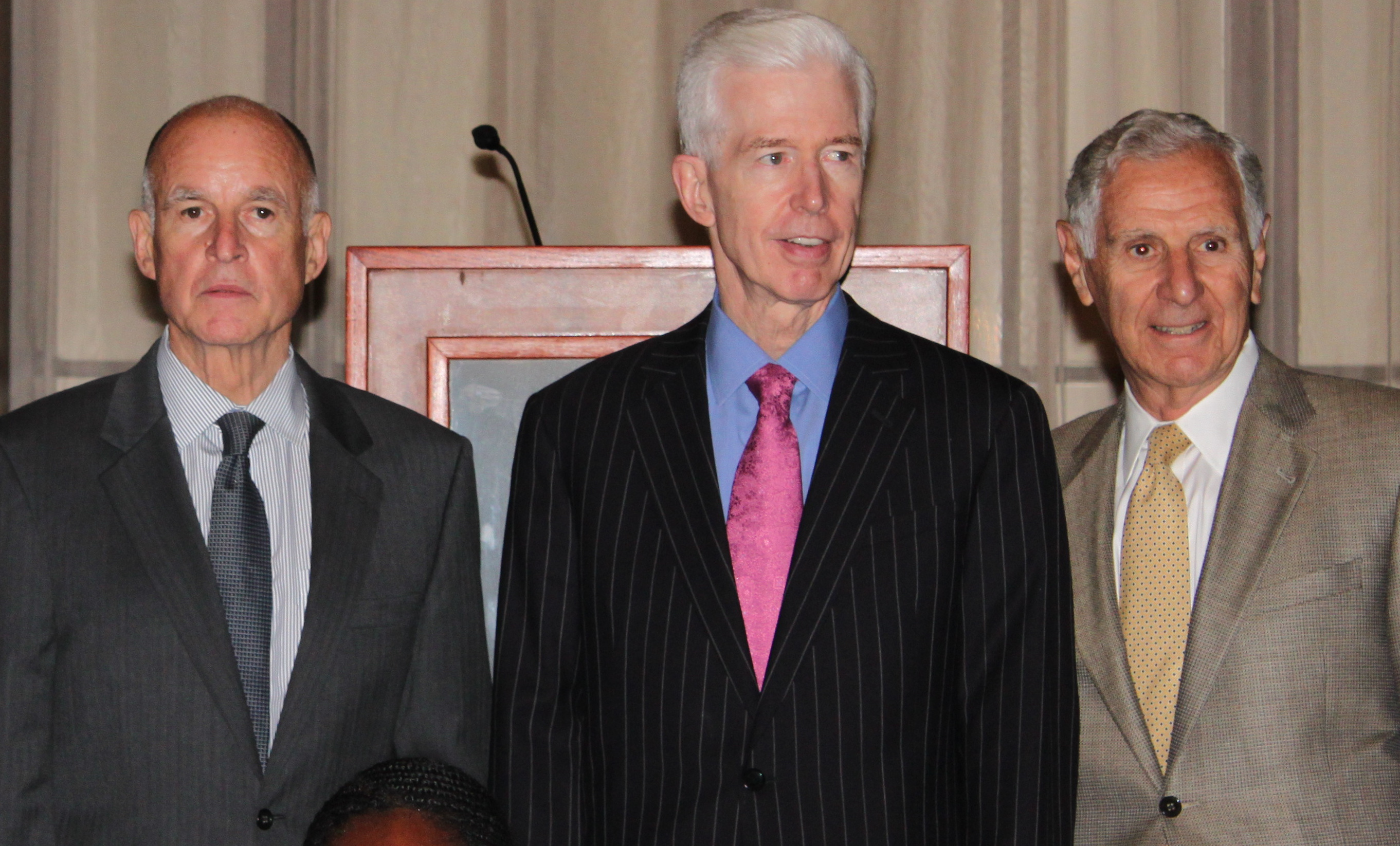
Jerry Brown (à esquerda), Gray Davis (centro) e George Deukmejian (à direita) em 2 de setembro de 2010

Courken George Deukmejian, Jr (Nova Iorque, 6 de junho de 1928 - Califórnia, 8 de maio de 2018) mais conhecido como George Deukmejian foi um político norte-americano da Califórnia. Deukmejia, um republicano, serviu como o 35º governador da Califórnia (1983–1991), o culminar de mais de quatro décadas na arena pública que incluíram quatro anos como procurador da Califórnia (1979–1982) e quatro como Deputado Estadual da Califórnia (1963–1967).